# Riggia cryptocularis
Riggia cryptocularis là một loài chân đều trong họ Cymothoidae. Loài này được Thatcher, de Conceiçao Lopes & Froehlich miêu tả khoa học năm 2003.